# Zhu Juefeng
Zhu Juefeng (förenklad kinesiska: 朱觉凤; traditionell kinesiska: 朱覺鳳; pinyin: Zhū Juéfèng), född den 5 maj 1964, är en kinesisk handbollsspelare.
Hon tog OS-brons i damernas turnering i samband med de olympiska handbollstävlingarna 1984 i Los Angeles.